# Hrvaška književnost
Hrvaška literatura se nanaša na literarna dela, pripisana srednjeveški in moderni kulturi Hrvatov, Hrvaške in hrvaškega jezika. Poleg sodobnega jezika, katerega oblika in pravopis sta bila standardizirana konec 19. stoletja, zajema tudi najstarejša dela, ki so nastala v sodobnih mejah Hrvaške, napisana v cerkveno-slovanski in srednjeveški latinščini, pa tudi ljudska dela, napisana v čakavskih in kajkavskih narečjih.